# Epacroplon armatipes
Epacroplon armatipes là một loài bọ cánh cứng trong họ Cerambycidae.